# Cockta

Cockta je gazirana brezalkoholna osvežilna pijača in ena od najbolj uveljavljenih in prepoznavnih slovenskih blagovnih znamk, katere zgodovina seže v 50. leta prejšnjega stoletja, ko so jo začeli proizvajati v ljubljanski tovarni Slovenija vino (Slovin). Po osamosvojitvi Slovenije, lastninskem preoblikovanju in propadu Slovina je proizvodnjo Cocte prevzela Droga Kolinska,  sedaj v lasti hrvaškega mednarodnega koncerna Atlantic Grupa d.d.

## Poimenovanje
Ime izhaja iz angleške besede cocktail (koktajl) in si ga je leta 1953 izmislil avtor te pijače, Emerik Zelinka   (sprva je bil za pijačo v uporabi naziv jugokola) kot jugoslovansko različico Coca-Cole, za razliko od katere pa ne vsebuje kofeina in ortofosforne kisline. Ime Cockta ponazarja mešanico naravnih sestavin, ki jih je uporabil pri izdelavi te pijače. Osnovne sestavine Cockte so voda, karameliziran sladkor, plodovi šipka, vitamin C in različna zelišča.

## Zgodovina
Leta 1951 je Ivan Deu, direktor podjetja Slovenija vino, Emeriku Zelinki zaupal izdelavo prve gazirane brezalkoholne pijače, ki bi bila podoba Coca-Coli. Po dveletnem delu v laboratoriju je Emerik Zelinka februarja 1953 na osnovi obsežne študije izdelal končno recepturo za Cockto iz šipka, limone in naravnih zelišč. Cockto so javnosti prvič predstavili 8. marca 1953 na prvenstvu v smučarskih skokih v Planici, njen namen pa je bil vpeljati zahodni življenjski slog, katerega razpoznavni znak je bila takrat Coca Cola. Za razliko od nje Cockta ne vsebuje kofeina in ortofosforne kisline, kljub temu pa ohranja izgled in strukturo te pijače. Pijača se je v tedanji Jugoslaviji hitro razširila in so jo že v prvem letu napolnili več kot milijon litrov.
Prvih štirinajst let je Cockta dosegala 25-odstotno letno rast prodaje. Leta 1967 so v Slovinu, ki je proizvajal pijačo, letno proizvedli kar 80 milijonov stekleničk Cockte. Pijača je kot eden prvih jugoslovanskih proizvodov postala izvozni izdelek in so jo dve leti prodajali tudi na Nizozemskem. Konec 60-ih let dvajsetega stoletja se je z odpiranjem jugoslovanskega trga in prihodom tujih blagovnih znamk (predvsem Coca-Cole) prodaja Cockte zmanjšala. To je prisililo proizvajalca, da je leta 1975 začel Cockto polniti tudi v litrske steklenice in začel izdelek močneje oglaševati. Oglaševalska kampanja in zanimivi slogan »Cockta - pijača naše in vaše mladosti« sta povzročila nov porast prodaje, tako da je konec sedemdesetih let dosegla prodajni višek, 37 milijonov litrov prodane pijače letno.
Med 1983 in 1994 je prodaja Cockte močno upadla, k čemur so pripomogli zunanji vplivi in razpad Jugoslavije ter s tem krčenje trga. Gospodarska kriza razpadle Jugoslavije je vodila tudi v propad podjetja Slovin. Proizvodnjo Cockte je leta 1996 nadaljevalo podjetje Slovenijavino, ki je spet začelo močno oglaševalsko kampanjo. Prodaja Cockte je začela spet naraščati. 
Leta 2000 je blagovno znamko Cockta odkupilo ljubljansko podjetje Kolinska, nato Droga Kolinska, ki je prenovilo celostno podobo Cockte in spet začelo oglaševalsko kampanjo, prav tako temelječo na tradiciji in nostalgiji. Nov slogan je postal »Prve ne pozabiš nikoli«.
Leta 2001 je prodaja spet začela rahlo naraščati, Cockta pa se je znova uveljavila na slovenskem trgu in začela spet prodirati tudi na trge držav nekdanje Jugoslavije. 
V oglaševalsko kampanjo so tedaj v Kolinski pritegnili tudi nekatere znane slovenske športnike kot sta bila takrat izjemno priljubljena Srečko Katanec in Zlatko Zahovič. Leta 2004 so začeli Cockto polniti tudi v 0,33-litrske plastenke.
Prvotno Cockto so v tedanji Drogi Kolinski razširili na več različic z različnimi okusi: Cockta Chinotto (kinoto), Cockta Rossa (rdeča pomaranča), Cockta Black Tonic (črni ribez in aronija), Cockta Plus Mandarine (mandarina), Cockta Plus Lime and Ginger (limeta in ingver) ter Cockta Easy (z umetnim sladilom), ki pa se na trgu niso uveljavile, zato so jih nehali proizvajati.
Ko je družbo Droga Kolinska d.d. leta 2010 prevzel hrvaški holding Atlantic Grupa d.d., so tudi spremenili trženje nekdaj priljubljene brezalkoholne pijače. Dobila je novo oblikovan logotip in grafično podobo, temelječo na nostalgiji in tradiciji, s poudarkom na naravnih sestavinah, pa tudi drugačno, prepoznavno embalažo.
Leta 2019 so na trg plasirali Cockto Free, v začetku leta 2023 pa oranžado Cockta Blondie.

## Galerija
- Cockta Original
- Cockta Free, plastenka
- Cocta Blondie, plastenka